# Asia (musikgrupp)
Asia är en brittisk progressiv rockgrupp bildad i januari 1981.

## Historik
Asia bildades som en supergrupp med medlemmar från några av de största brittiska grupperna inom progressiv rock från den tiden. Originaluppsättningen bestod av John Wetton (tidigare i King Crimson), Carl Palmer (tidigare i Emerson, Lake and Palmer), Steve Howe (tidigare i Yes) och Geoff Downes (tidigare i The Buggles). 1982 gav de ut albumet Asia som blev en stor succé. Låten "Heat of the Moment" blev en hit. Man följde upp året efter med Alpha, som fick ett något svalare mottagande men innehöll den mindre hiten "Don't Cry". Interna slitningar mellan Wetton och Howe gjorde att den förstnämnde lämnade gruppen för en kort tid och ersattes då av Greg Lake (Emerson, Lake & Palmer). Inför gruppens tredje album var dock Wetton återigen med i bandet, däremot hade Howe lämnat bandet och ersattes av Mandy Meyer. 1985 gavs Astra ut, vilket genererade hitsingeln "Go" men då albumet som helhet floppade upplöstes gruppen kort därefter.
Originalsättningen av bandet (minus Steve Howe som ersatts av gitarristen Pat Thrall) återförenades 1990 för ett samlingsalbum och en turné, med bland annat två utsålda konserter i Moskva inför 20 000 åskådare. Strax därefter hoppade Wetton av bandet återigen. Geoff Downes valde dock att fortsätta med bandet och Wetton ersattes därför av John Payne. Med denna sättningen gavs albumet Aqua ut 1992 med gästspel av bland andra Steve Howe, som även gästspelade på den efterföljande turnén. Bandets popularitet var fortsatt stark i framförallt Japan och med Downes och Payne som permanenta medlemmar fortsatte bandet med varierande uppsättningar och framgång fram till 2006, då man meddelade att originaluppsättningen av bandet skulle återförenas. En turné genomfördes, vilken gav upphov till livealbumet Fantasia: Live in Tokyo. Ett studioalbum med titeln Phoenix gavs ut 2008 och följdes av Omega 2010.
De medlemmar i det dåvarande Asia som efter återföreningen blev över, Payne, Guthrie Govan och Jay Schellen, fortsatte spela tillsammans under namnet GPS och därefter bytte man namn till Asia Featuring John Payne. Downes ersattes i denna konstellation av keyboardisten Erik Norlander.
Wetton avled i januari 2017.

## Medlemmar

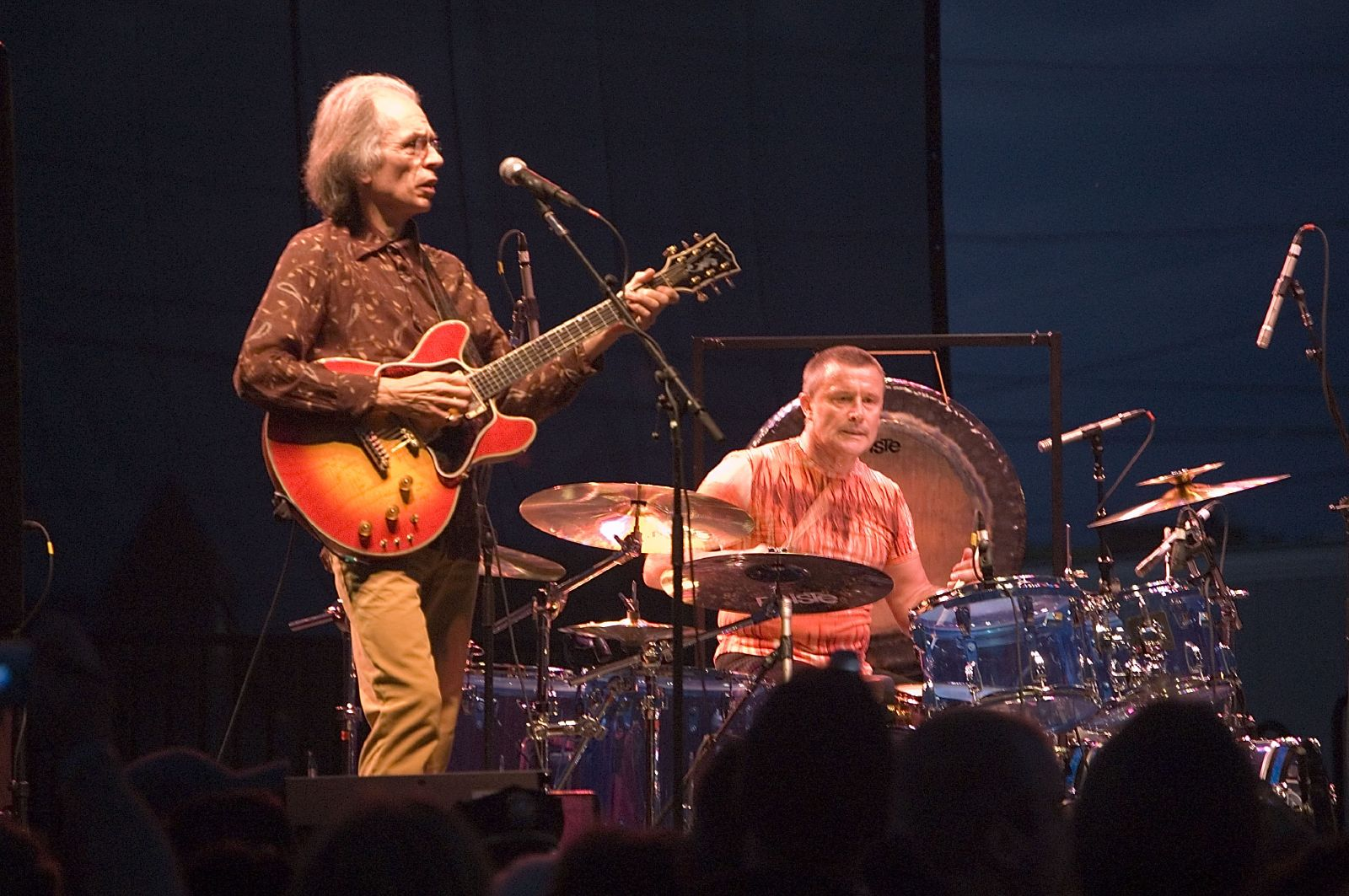
Steve Howe och Carl Palmer under en konsert 2006.

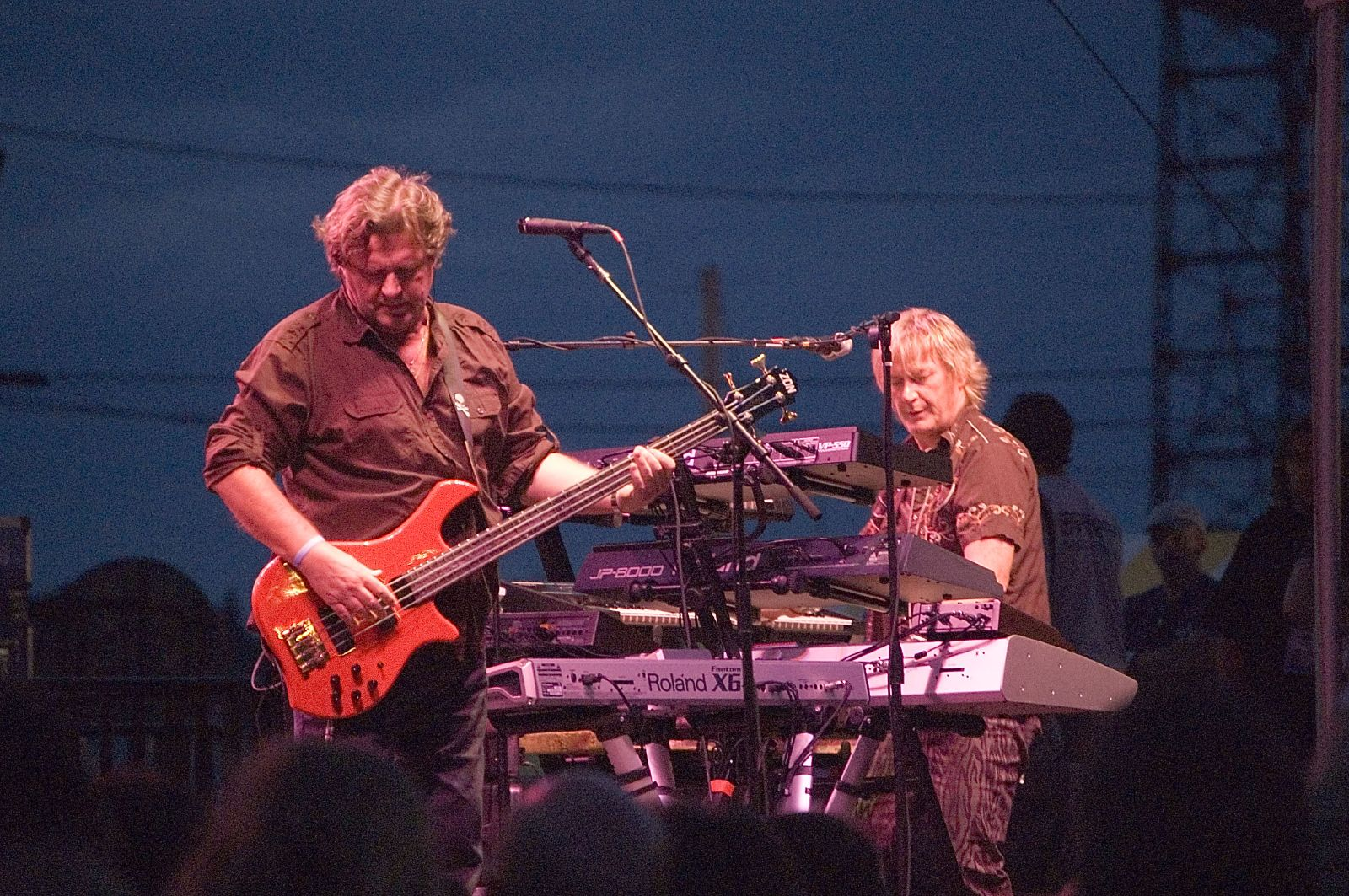
John Wetton och Geoff Downes.

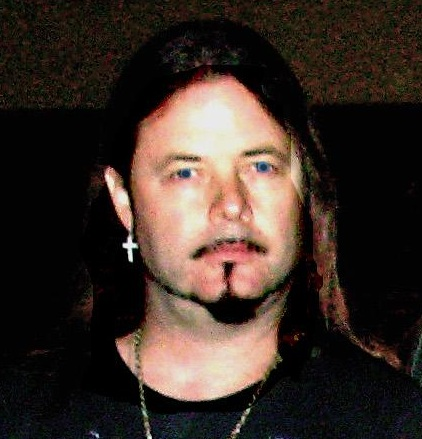
John Payne 2009.

### Nuvarande medlemmar
- Geoff Downes – keyboard, bakgrundssång (1981–1986, 1990–)
- Carl Palmer – trummor, percussion (1981–1986, 1989–1992, 2006–)
- Sam Coulson – gitarr, bakgrundssång (2013–)
- Billy Sherwood – sång, basgitarr (2017–)

### Tidigare medlemmar
- John Wetton – sång, gitarr, basgitarr (1981–1983, 1984–1986, 1989–1991, 2006–2017; död 2017)
- Steve Howe - gitarr, mandolin, sång (1981–1984, 1992–1993, 2006–2013)
- Greg Lake – sång, basgitarr  (1983–1984; död 2016)
- Mandy Meyer – gitarr, sång (1984–1986)
- Pat Thrall – gitarr, bakgrundssång (1990–1991)
- John Payne – sång, basgitarr, gitarr (1991–2006)
- Al Pitrelli – gitarr (1991–1992, 1993–1994)
- Mike Sturgis – trummor, percussion (1994–1997, 1998–1999)
- Chris Slade – trummor, percussion (1999, 2000–2005)
- Guthrie Govan – bakgrundssång, gitarr (2000–2006)
- Jay Schellen – trummor, percussion (2005–2006)

### Gästande musiker (urval)
- John Young – keyboard, bakgrundssång (1989)
- Zoe Nicholas – bakgrundssång (1989)
- Susie Webb – bakgrundssång (1989)
- Alan Darby – gitarr (1989)
- Holger Larisch – gitarr (1989)
- Steve Lukather – gitarr (1990)
- Trevor Thornton – trummor (1992–1994)
- Vinny Burns – gitarr, bakgrundssång (1992–1993)
- Keith More – gitarr, bakgrundssång (1993)
- Aziz Ibrahim – gitarr, bakgrundssång (1994–1998)
- Elliot Randall – gitarr (1996)
- Bob Richards – trummor (1997)
- Ian Crichton – gitarr (1998–1999)
- Tony Levin – bass gitarr (2001)
- Tomoyasu Hotei – gitarr
- Holger Larisch – gitarr
- Luis Jardim – trummor, percussion
- Ron Bumblefoot Thal - vocals, tour only

## Diskografi

### Studioalbum
- 1982 – Asia
- 1983 – Alpha
- 1985 – Astra
- 1992 – Aqua
- 1994 – Aria
- 1996 – Arena
- 2001 – Aura
- 2004 – Silent Nation
- 2008 – Phoenix
- 2010 – Omega
- 2012 – XXX
- 2014 – Gravitas

### Samlingsalbum
- 1990 – Then & Now
- 1996 – Archiva Vol. 1
- 1996 – Archiva Vol. 2
- 1997 – Anthology
- 1999 – Rare

### Livealbum
- 1990 – Live in Moscow
- 2007 – Fantasia: Live in Tokyo
- 2010 – Spirit of the Night: Live in Cambridge 2009